# Биксби (Оклахома)
Биксби (англ. Bixby ) — город в округах Талса и Уагонер в американском штате Оклахома; пригород Талсы. Его население составляло 28 609 человек по переписи 2020 года и 20 884 человека по переписи 2010 года, увеличившись на 36,99 процента. В 2010 году Биксби стал 19-м по величине городом в Оклахоме.

## Население
| 2010   | 2020    |
| ------ | ------- |
| 20 884 | ↗28 609 |